# Iván Kaviedes
Jaime Iván Kaviedes (ur. 24 października 1977 w Santo Domingo) – ekwadorski piłkarz występujący na pozycji napastnika. W reprezentacji Ekwadoru rozegrał 57 spotkań i strzelił 17 bramek. Uczestniczył w Mistrzostwach Świata 2002 i Mistrzostwach Świata 2006.